# Governatorato di Aqaba
Il governatorato di Aqaba è uno dei dodici governatorati della Giordania. Il capoluogo è la città di Aqaba.

## Geografia antropica

### Suddivisioni amministrative
Il governatorato è suddiviso in tre dipartimenti:
|   | Dipartimento                | Nome in arabo    | Suddivisioni                                     | Capoluogo   |
| - | --------------------------- | ---------------- | ------------------------------------------------ | ----------- |
| 1 | Dipartimento Centrale       | لواء قصبة العقبة | include la città di Aqaba e 3 villaggi limitrofi | Aqaba       |
| 2 | Dipartimento di Wadi Araba  | قضاء وادي عربة   | 9 villaggi                                       | Al-Reeshah  |
| 3 | Dipartimento di Al-Quwairah | لواء القويرة     | 15 villaggi                                      | Al-Quwairah |